# غاري روبرتس (لاعب هوكي الجليد)
غاري روبرتس (بالإنجليزية: Gary Roberts)‏ (و. 1966  م) هو لاعب هوكي الجليد، كندي، مركز لعبه هو جناح.

## جوائز
حصل على جوائز منها:
- كأس ستانلي.

## روابط خارجية
- غاري روبرتس على موقع دوري الهوكي الوطني (الإنجليزية)
- غاري روبرتس على موقع EliteProspects.com (الإنجليزية)
- غاري روبرتس على موقع Eurohockey.com (الإنجليزية)
- غاري روبرتس على موقع HockeyDB.com (الإنجليزية)
- غاري روبرتس على موقع Hockey-Reference.com (الإنجليزية)